# Parelwangboomtimalia
De parelwangboomtimalia ( Cyanoderma melanothorax synoniem: Stachyris melanothorax) is een zangvogel uit de familie Timaliidae (timalia's).

## Verspreiding en leefgebied
Deze soort komt voor op Java en Bali en telt drie ondersoorten:
- C. m. melanothorax: westelijk en centraal Java.
- C. m. intermedium: oostelijk Java.
- C. m. baliensis: Bali.

## Status
De grootte van de populatie is niet gekwantificeerd maar de soort wordt omschreven als algemeen. Op de Rode lijst van de IUCN heeft deze soort de status niet bedreigd.